# Koninkrijk Albanië (1928-1939)
Het Koninkrijk Albanië (Albanees: Mbretëria Shqiptare) was een land in het zuidoosten van Europa dat bestond van 1928 tot 1939. 
President Ahmet Zogu van de Albanese Republiek werd in 1928 tot koning Zog I van Albanië gekroond. Hiermee werd de monarchie hersteld zoals die van Skanderbeg in de vijftiende eeuw. Het koninkrijk werd gesteund door het fascistische regime van Italië en beide landen onderhielden goede relaties tot Italië het land bezette in 1939. 
In de elf jaar dat koning Zog regeerde onderging het koninkrijk een golf van modernisatie, dit was nodig na vijf eeuwen onder het Turkse juk. Ondanks dat Albanië het kleinste land was in de Balkan groeide het uit tot de machtigste en meest ontwikkelde natie van de Balkan. De welvaart kreeg even een deuk tijdens de Grote Depressie, maar herleefde opnieuw eind jaren dertig tot de Tweede Wereldoorlog aanbrak en het daaropvolgende communistische regime. 
Italië viel Albanië binnen op 7 april 1939. De invasie was vreemd omdat koning Zog goede relaties onderhield met de fascistische leider Benito Mussolini sinds 1925. De hoofdreden voor de invasie was het feit dat Mussolini jaloers was op Hitler die zopas Oostenrijk en Tsjechoslowakije veroverd had. Italië wilde ook al jaren Griekenland bezetten en zag Albanië als een springplank om dat land binnen te vallen. Het Albanese leger was niet opgewassen tegen het Italiaanse. De koning en zijn regering werden verbannen en het land hield de facto op te bestaan als onafhankelijk land.
Er werd een marionettenregering aangesteld en Albanië werd een Italiaanse kolonie: het Italiaans protectoraat Albanië. Victor Emanuel III van Italië werd koning van Albanië tot hij troonsafstand deed op 25 juli 1943. 
De communistische partizanen werden na de oorlog gesteund door Joegoslavië en de Sovjet-Unie en installeerden een Stalinistisch regime dat 46 jaar zou bestaan. Koning Zog mocht het land niet meer betreden en leefde in ballingschap voor de rest van zijn leven. 